# Finnország demográfiája

A finnországi népsűrűség, az egy négyzetkilométerre jutó lakosok száma

Ez a cikk Finnország demográfiájáról szól, bemutatva a népsűrűséget, etnikai összetételt, iskolázottsági szintet, a lakosság egészségi állapotát, gazdasági helyzetét, vallási hovatartozását és egyéb jellemzőit.
Finnország lakosainak száma 5 603 851 fő, az átlagos népsűrűség 17 fő / négyzetkilométer. Ezzel Izland és Norvégia után a harmadik leggyérebben lakott ország Európában. A népesség eloszlása igen egyenlőtlen: a lakosság a délnyugati partmenti síkságon koncentrálódik. A lakosság mintegy 85%-a városokban él. Ezzel szemben a sarkvidéki Lappföldön csak 2 fő jut egy négyzetkilométerre.
Finnország etnikailag viszonylag homogén. Többségben finnek lakják, de történelmileg jelentős a finnországi svéd kisebbség, illetve a számik és finn romák. Az újabbkori bevándorlás következtében jelentős számú orosz, észt és szomáliai él az országban. A hivatalos nyelv a finn és a svéd, ez utóbbi a lakosság mintegy 5%-ának anyanyelve. A 13. századtól a 19. század elejéig Finnország Svédország része volt.
A finnek 73%-a a lutheránus egyházhoz tartozik.

## A népesség története
A mai Finnország és Skandinávia területének legkorábbi lakói nagy valószínűséggel vadászó-gyűjtögető életmódot folytattak, és legközelebbi leszármazottaik a mai számik. Ma mintegy 4500 számi él Finnországban, és elismert kisebbséget alkotnak. Három nyelvjárást beszélnek: az északi számi, az inari számi, és a skolt számi nyelvet. Az északi sarkkörtől északra élnek több mint hétezer éve, ma azonban a részarányuk csak 5%-ot tesz ki szülőhazájukban, Lappföldön. A 19. század végén és a 20. században jelentős volt az emigráció, amely főképpen a falusi területekről Svédországba és Észak-Amerikába irányult; a Finnországba érkező bevándorlók leginkább más európai országokból érkeztek.
| Év   | Népesség  |
| ---- | --------- |
| 1750 | 421 000   |
| 1760 | 490 000   |
| 1770 | 560 000   |
| 1780 | 660 000   |
| 1790 | 706 000   |
| 1800 | 837 000   |
| 1810 | 863 000   |
| 1820 | 1 177 500 |
| 1830 | 1 372 100 |
| 1840 | 1 445 600 |

| Év   | Népesség  |
| ---- | --------- |
| 1850 | 1 636 900 |
| 1860 | 1 746 700 |
| 1870 | 1 768 800 |
| 1880 | 2 060 800 |
| 1890 | 2 380 100 |
| 1900 | 2 655 900 |
| 1910 | 2 943 400 |
| 1920 | 3 147 600 |
| 1930 | 3 462 700 |
| 1940 | 3 695 610 |

| Év   | Népesség  |
| ---- | --------- |
| 1950 | 4 029 800 |
| 1960 | 4 496 220 |
| 1970 | 4 598 330 |
| 1980 | 4 787 770 |
| 1990 | 4 998 480 |
| 2000 | 5 181 000 |
| 2010 | 5 375 300 |
| 2016 | 5 502 590 |

## Korszerkezet

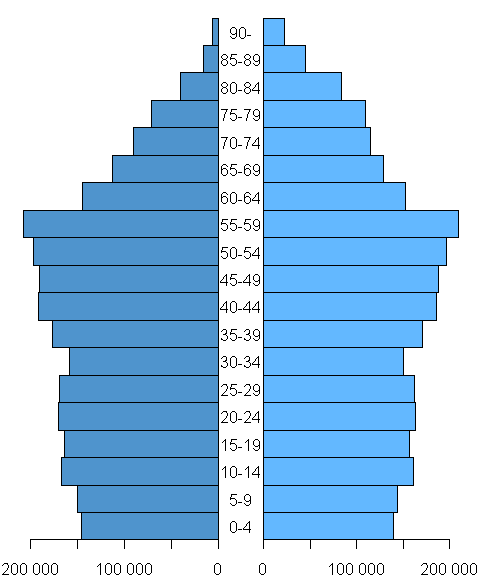
A finn korfa 2005-ben.
Bal oldal, sötétkék: férfiak; jobb oldal, világoskék: nők.

2016 végén a lakosság kor szerinti megoszlása az alábbi volt:
- 0–14 évesek: 16,42% (461 432 férfi és 441 244 nő)
- 15–24 évesek: 11,6% (325 919 férfi és 312 045 nő)
- 25–54 évesek: 37,9% (1 063 494 férfi és 1 020 194 nő)
- 55–64 évesek: 13,42% (362 788 férfi és 374 985 nő)
- 65 éves és afeletti: 20,66% (492 143 férfi és 643 967)

Az életkor medián értéke 42,4 év; férfiak 40,8 év, nők 44,3 év.

## Demográfiai mutatók
A finn hivatalos statisztika szerint a főbb demográfiai mutatók az alábbiak szerint alakultak:
|                 | Népesség ezer fp | Élveszületések | Halálozások | Természetes változás | Nyers születési arányszám ezer főre | Nyers halálozási arányszám ezer főre | Természetes változás ezer főre | Általános termékenységi arányszám |
| --------------- | ---------------- | -------------- | ----------- | -------------------- | ----------------------------------- | ------------------------------------ | ------------------------------ | --------------------------------- |
| 1900            | 2 646            | 86 339         | 57 915      | 28 424               | 32,6                                | 21,9                                 | 10,7                           | 4,83                              |
| 1910            | 2 929            | 92 984         | 51 007      | 41 977               | 31,7                                | 17,4                                 | 14,3                           | 4,60                              |
| 1920            | 3 133            | 84 714         | 53 304      | 31 410               | 27,0                                | 17,0                                 | 10,0                           | 3,76                              |
| 1930            | 3 449            | 75 236         | 48 240      | 26 996               | 21,8                                | 14,0                                 | 7,8                            | 2,75                              |
| 1940            | 3 698            | 65 849         | 71 846      | -5 997               | 17,8                                | 19,4                                 | -1,6                           | 2,15                              |
| 1950            | 4 009            | 98 065         | 40 681      | 57 384               | 24,5                                | 10,1                                 | 14,3                           | 3,16                              |
| 1960            | 4 430            | 82 129         | 39 797      | 42 332               | 18,5                                | 9,0                                  | 9,6                            | 2,71                              |
| 1970            | 4 606            | 64 559         | 44 119      | 20 440               | 14,0                                | 9,6                                  | 4,4                            | 1,83                              |
| 1980            | 4 780            | 63 064         | 44 398      | 18 666               | 13,2                                | 9,3                                  | 3,9                            | 1,63                              |
| 1990            | 4 986            | 65 549         | 50 028      | 15 521               | 13,1                                | 10,0                                 | 3,1                            | 1,79                              |
| 2000            | 5 176            | 56 742         | 49 339      | 7 403                | 11,0                                | 9,5                                  | 1,4                            | 1,73                              |
| 2010            | 5 375            | 60 980         | 50 887      | 10 103               | 11,4                                | 9,5                                  | 1,9                            | 1,87                              |
| 2016 (előzetes) | 5 502            | 52 645         | 53 629      | -984                 | 9,6                                 | 9,7                                  | -0,1                           | 1,57                              |

Születéskor várható élettartam
| Év   | Férfi | Nő   | Átlag |
| ---- | ----- | ---- | ----- |
| 1986 | 70,5  | 78,7 | 74,7  |
| 1996 | 73,0  | 80,5 | 76,8  |
| 2006 | 75,8  | 82,8 | 79,4  |
| 2008 | 76,3  | 83,0 | 79,7  |
| 2009 | 76,5  | 83,1 | 79,8  |
| 2010 | 76,7  | 83,2 | 80,1  |

## A népesség központja
A finn népesség földrajzi központja (Weber-pont) az egykori Hauho községben, Sappee faluban van, amely ma Hämeenlinna város része. Ennek a pontnak a koordinátái 61' 17" N, 25' 07" E.

## Családok
A második világháború után bekövetkezett demográfiai és gazdasági változások érintették a finn családokat. A családok kisebbek lettek, míg a családoknak 1950-ben átlagosan 3,6 tagja volt, 1975-ben csak 2,7. Ezzel együtt a családok összetétele nem változott lényegesen. 1975-ben az egy férfiból és egy nőből álló családok aránya 24,4% volt, egy pár és gyermekek 61,9%, egyedülálló nő gyermekkel 11,8%, egyedülálló férfi gyermekkel 1,9%. Ezek az arányok nem különböznek lényegesen az 1950-esektől. A változás a gyermekek számát érintette, amely az 1950-es 2,24-es átlagról az 1980-as évek közepére 1,7-re csökkent, A nagycsaládok ritkák; a családoknak csak 2%-ában volt négy vagy több gyermek, miközben a családok 51%-a egy gyermeket, 38%-a két gyermeket, 9%-a három gyermeket nevelt. A 18 éven aluli finn lakosság száma, amely 1960-ban 1,5 millió volt, 1980-ra 1,2 millióra csökkent.

## Házasság
A házasság megítélése lényegesen megváltozott a második világháború óta. A házassági ráta csökkenése (8,5 házasság / 1000 fő 1950-ben illetve 5,8 házasság / 1000 fő 1984-ben) elég nagy volt ahhoz, hogy a házasságok száma abszolút értékben is csökkenjen. Míg 1950-ben 34 000 házasságot kötöttek, 1984-ben csak 28 500-at, annak ellenére, hogy közben a lakosság 800 000 fővel nőtt. A csökkentés magyarázata, hogy a házasság nélkül együtt élő párok száma soha nem látott szintet ért el. Az 1960-as évektől kezdve az együttélés gyakorlata általánossá vált; az 1970-es években a városokban már a legtöbb házasságot együtt élő párok kötötték. Becslések szerint az 1980-as években az együtt élő párok 8%-a, mintegy 200 000 fő nem kötött házasságot. Az ilyen párok általában az első gyermek születésekor vagy vagyonszerzést követően döntöttek a házasság mellett. Az együttélés gyakorlata miatt a házasságkötés későbbre tolódott, és a házasodók átlagos életkora az 1970-es évektől növekedni kezdett. 1982-ben a házasságot kötő nők átlagéletkora 24,8 év volt, a férfiaké pedig 26,8 év.
Ennek ellenére a finnek többsége megházasodik. A nők 90%-a negyven éves korában férjezett volt. Kevés vénlány van, viszont a falvakban számos farmer agglegénységre kényszerül a nők alacsony száma miatt.
Míg a házasságok száma csökkent, a válás egyre általánosabbá vált, 250%-kal növekedve 1950 és 1980 között. 1952-ben 3500 válást jegyeztek fel, a válások száma az 1960-as években folyamatosan növekedett (évente átlagosan 5000), mígnem 1979-ben elérte a maximumot (10 191 válás). Ezt követően a válások száma stabilizálódott, az 1980-as években évente átlagosan 9500 volt.
A válások számának növekedéséhez több tényező is hozzájárult. Egyrészt az egyre inkább szekularizált társadalom olyan szerződésként tekintett a házasságra, amelynek véget lehet vetni, ha nem elégíti ki mindkét felet. Másrészt az egyre kiterjedtebb jóléti társadalom részben átvette a család hagyományos feladatait, így a párok kevésbé függtek a házasságtól. A családtámogatások, az egészség- és nyugdíjbiztosítási rendszerek biztosították, hogy a család nem volt többé nélkülözhetetlen a gyermekek és idős rokonok gondozásához.

## Etnikai kisebbségek és nyelvek

A finn községek nyelvi megoszlása 2016-ban.
Jelmagyarázat:

Nem vezetnek hivatalos statisztikát az etnikumokról, van viszont hivatalos adat a finn lakosság nyelvi megoszlásáról, állampolgárságáról és születési országáról. A nemzetközi ajánlások szerint az etnikai csoportokat történelmi, regionális vagy nemzeti származásként kell meghatározni, és az etnikai csoporthoz tartozás a személy saját bevallásán alapul. Mivel a finnországi statisztika a hivatalos nyilvántartásokon alapul, nem lehet hivatalos statisztikát összeállítani az etnikai csoportokról.
A finn és svéd államnyelvek. A svéd az olyan községek hivatalos nyelve, ahol jelentős számú svéd nyelven beszélő él. A három számi nyelv Lappföld egyes községeiben hivatalos nyelv.
A beszélt nyelvek közül a finn dominál, és majdnem mindenhol beszélik az országban Åland kivételével.
Finnország lakosságának nyelvi megoszlása Åland nélkül, 1990-2015:
| Anyanyelv | 1990      | 1990  | 1995      | 1995  | 2000      | 2000  | 2005      | 2005  | 2015      | 2015  |
| Anyanyelv | Fő        | %     | Fő        | %     | Fő        | %     | Fő        | %     | Fő        | %     |
| --------- | --------- | ----- | --------- | ----- | --------- | ----- | --------- | ----- | --------- | ----- |
| Finn      | 4 675 223 | 93,5% | 4 754 787 | 92,9% | 4 788 497 | 92,4% | 4 819 819 | 91,7% | 4 865 628 | 89,0% |
| Svéd      | 296 738   | 5,9%  | 294 664   | 5,8%  | 291 657   | 5,6%  | 289 675   | 5,5%  | 290 161   | 5,3%  |
| Orosz     | 3 884     | 0,1%  | 15 872    | 0,3%  | 28 205    | 0,5%  | 39 653    | 0,8%  | 72 436    | 1,3%  |
| Észt      | 1 394     | 0%    | 8 710     | 0,2%  | 10 176    | 0,2%  | 15 336    | 0,3%  | 48 087    | 0,8%  |
| Szomáli   | 0         | 0%    | 4 057     | 0,1%  | 6 454     | 0,1%  | 8 593     | 0,2%  | 17 871    | 0,3%  |
| Angol     | 3 569     | 0,1%  | 5 324     | 0,1%  | 6 919     | 0,1%  | 8 928     | 0,2%  | 17 784    | 0,3%  |
| Arab      | 1 138     | 0%    | 2 901     | 0,1%  | 4 892     | 0,1%  | 7 117     | 0,1%  | 14 825    | 0,3%  |
| Kurd      | 179       | 0%    | 1 381     | 0%    | 3 115     | 0,1%  | 5 123     | 0,1%  | 10 731    | 0,2%  |
| Kínai     | 790       | 0%    | 2 190     | 0%    | 2 907     | 0,1%  | 4 613     | 0,1%  | 10 110    | 0,2%  |
| Albán     | 0         | 0%    | 2 019     | 0%    | 3 293     | 0,1%  | 5 076     | 0,1%  | 8 754     | 0,2%  |
| Perzsa    | 291       | 0%    | 803       | 0%    | 1 205     | 0%    | 3 165     | 0,1%  | 8 103     | 0,1%  |
| Thai      | 244       | 0%    | 813       | 0%    | 1 458     | 0%    | 3 033     | 0,1%  | 8 038     | 0,1%  |
| Vietnámi  | 1 643     | 0%    | 2 785     | 0,1%  | 3 588     | 0,1%  | 4 202     | 0,1%  | 7 532     | 0,1%  |
| Török     | 848       | 0%    | 1 809     | 0%    | 2 435     | 0%    | 3 595     | 0,1%  | 6 766     | 0,1%  |
| Spanyol   | 894       | 0%    | 1 394     | 0%    | 1 946     | 0%    | 2 937     | 0,1%  | 6 583     | 0,1%  |
| Német     | 2 427     | 0%    | 2 719     | 0,1%  | 3 298     | 0,1%  | 4 114     | 0,1%  | 6 059     | 0,1%  |
| Lengyel   | 901       | 0%    | 1 129     | 0%    | 1 157     | 0%    | 1 445     | 0%    | 4 459     | 0,1%  |
| Francia   | 670       | 0%    | 1 062     | 0%    | 1 585     | 0%    | 2 071     | 0%    | 3 736     | 0,1%  |
| Román     | 94        | 0%    | 368       | 0%    | 617       | 0%    | 909       | 0%    | 2 878     | 0,1%  |
| Magyar    | 573       | 0%    | 732       | 0%    | 1 089     | 0%    | 1 206     | 0%    | 2 671     | 0%    |
| Tagalog   | 118       | 0%    | 375       | 0%    | 568       | 0%    | 764       | 0%    | 2 618     | 0%    |
| Bengáli   | 93        | 0%    | 373       | 0%    | 524       | 0%    | 920       | 0%    | 2 603     | 0%    |
| Ukrán     | 11        | 0%    | 113       | 0%    | 337       | 0%    | 611       | 0%    | 2 436     | 0%    |
| Olasz     | 403       | 0%    | 574       | 0%    | 833       | 0%    | 1 177     | 0%    | 2 291     | 0%    |
| Portugál  | 171       | 0%    | 297       | 0%    | 433       | 0%    | 865       | 0%    | 2 250     | 0%    |
| Urdu      | 79        | 0%    | 179       | 0%    | 309       | 0%    | 594       | 0%    | 2 186     | 0%    |
| Bolgár    | 230       | 0%    | 400       | 0%    | 486       | 0%    | 629       | 0%    | 2 114     | 0%    |
| Bosnyák   | 0         | 0%    | 0         | 0%    | 0         | 0%    | 1 186     | 0%    | 2 071     | 0%    |
| Számi     | 1 734     | 0%    | 1 726     | 0%    | 1 734     | 0%    | 1 752     | 0%    | 1 949     | 0%    |
| Hindi     | 147       | 0%    | 239       | 0%    | 428       | 0%    | 779       | 0%    | 1 740     | 0%    |
| Holland   | 277       | 0%    | 408       | 0%    | 650       | 0%    | 960       | 0%    | 1 446     | 0%    |
| Lett      | 20        | 0%    | 76        | 0%    | 169       | 0%    | 391       | 0%    | 1 318     | 0%    |
| Japán     | 274       | 0%    | 386       | 0%    | 561       | 0%    | 798       | 0%    | 1 224     | 0%    |
| Litván    | 30        | 0%    | 94        | 0%    | 166       | 0%    | 375       | 0%    | 1 095     | 0%    |
| Norvég    | 402       | 0%    | 436       | 0%    | 471       | 0%    | 540       | 0%    | 648       | 0%    |
| Dán       | 290       | 0%    | 305       | 0%    | 397       | 0%    | 456       | 0%    | 526       | 0%    |
| Héber     | 165       | 0%    | 232       | 0%    | 263       | 0%    | 348       | 0%    | 441       | 0%    |
| Egyéb     | 2 534     | 0,1%  | 5 084     | 0,1%  | 8 293     | 0,2%  | 11 825    | 0,2%  | 32 431    | 0,6%  |

### Finnországi svédek
Finnországban a legnagyobb kisebbséget a svéd anyanyelvűek alkotják, 2015-ben mintegy 290 000 fő, azaz a teljes lakosság 5,3%-a. A svéd anyanyelvűek leginkább az egynyelvű svéd vagy kétnyelvű községekben élnek a part mentén, illetve Ålandban.

### Számik
A számik rokonnépek a finnekkel, mindkettőnek a nyelve az uráli nyelvcsaládhoz tartozik. Az egykor az ország egész területét benépesítő számik egyre északabbra húzódtak a finn előrenyomulás hatására. Nomád népként egy gyéren lakott országban a számik mindig találtak új területeket, ahol folytathatták hagyományos vadász-halász életmódjukat. A 16. század végére a legtöbb számi az ország északi felében élt, és ekkortájt vették fel a kereszténységet. A 19. század végére legtöbbjük Lappföldön élt, és ez maradt otthonuk az 1980-as évekig. Az utolsó nagyobb változás a számiak letelepedésében azután történt, hogy 1944-ben Pecsenga járás a Szovjetunióhoz került; ekkor mintegy hatszáz számi vándorolt nyugatnak. Keleti eredetükre emlékeztet ortodox hitük; a finnországi számik 85%-a lutheránus volt.
1988-ban a 4400 finnországi számi 90%-a Enontekiö, Inari és Utsjoki községekben, valamint Sodankylä rénszarvastartó vidékein élt. A finn szabályozás szerint ha valaki beszélte bármelyik számi nyelvet vagy számi rokona volt, számiként jegyezték fel. A finnországi számik három különböző számi nyelvet beszélnek, de az 1980-as évek végére csak nagyon keveseknek volt a számi az első számú beszélt nyelvük. A számi gyermekeknek joguk van az anyanyelvű oktatáshoz, de kevés a rendelkezésre álló tankönyv és képzett tanító. Az írásos anyagok hiányának az egyik oka, hogy a három beszélt nyelvnek nehéz közös helyesírást kialakítani. Valószínűleg ezek a hiányosságok magyarázzák, hogy egy 1979-es tanulmány szerint a számik iskolázottsági színvonala lényegesen alacsonyabb a többi finnekénél.
Már kevés finn számi él az iskolai tankönyvekben és utazási kiadványokban ábrázolt hagyományos módon. Noha sok számi Lappföld falvaiban él, és jövedelmük részben a rénszarvas-tenyésztésből származik, becslések szerint a számik Finnország 200 000 rénszarvasának csak mintegy egy harmadát birtokolják. A számiknak csak 5%-a rendelkezik a megélhetéshez szükséges 250–300 rénszarvassal. A legtöbb számi sokkal közönségesebb tevékenységgel foglalkozik, gazdálkodással, építéssel vagy szolgáltatásokkal, beleértve a turizmust. Egy számi családot, ami méretét tekintve átlagosan kétszer nagyobb egy finn családnál, változatos munkák és jövedelemforrások tartanak fenn. A számikat a nyugdíjak és egyéb kormányzati juttatások is segítik, amelyet nagyobb részben vesznek igénybe, mint az ország átlaga.
Az évek során a kormányzat sok erőfeszítést tett a számi kultúra és életmód megvédésére, és a számiknak a modern társadalomba lépésének elősegítésére. Testületeket hoztak létre, amelyek a számi kisebbséggel tárgyaltak, vagy bizottságokat alakítottak a számik helyzetének tanulmányozására. Az egyik első ilyen szervezet a Társaság a Lapp Kultúra Előmozdítására volt, amelyet 1932-ben hoztak létre. 1960-ban a kormány létrehozta a Lapp Ügyek Tanácsadó Bizottságát. Maguk a számik 1945-ben megalakították a Saami-liitto-t, és 1968-ban a sokkal agresszívabb Johti Sabmelazzatot. 1973-ban a kormányzat elrendelte, hogy négy évente húszfős Számi Parlamentet válasszanak, amely a kormányzat tanácsadó testületeként működött. Nemzetközi szinten 1956-ban megalakult az Északi Számi Tanács, On the international level, there was the Nordic Sami Council of 1956, és ettől fogva létezett egy rendszeres regionális konferencia, amely a finnországi számik mellett Norvégia 20 000, Svédország 10 000 és az oroszországi Kola-félszigeten maradt 1–2000 számit képviselte.
1992 óta a számi nyelv hivatalos Enontekiö, Inari és Utsjoki községeiben, valamint Sodankylä északi részén. 2009-ben a 9350 finnországi számi 55%-a ezeken a területeken kívül élt.

### Oroszok
A finnországi oroszok alapvetően két hullámban érkeztek az országba. Mintegy ötezren azoknak a leszármazottai, akik a 19. században és a 20. század elején települtek be, amikor Finnország az cári Oroszország nagyhercegsége volt. A többiek a Szovjetunió felbomlásakor költöztek ide. Fontos katalizátor volt a Mauno Koivisto elnök kezdeményezése, amely szerint az inkeri finnek leszármazottai visszatérhettek Finnországba.
2015-ben mintegy 30 000 fő az Oroszországi Föderáció állampolgára volt, és Finnországban mintegy 70 000 embernek orosz az anyanyelve, ami a lakosság 1,3%-át jelenti.

### Cigányok
A cigányok a 16. század második felétől kezdve vannak jelent Finnországban. Szokatlan öltözködésükkel, egyedülálló szokásaikkal, és különleges mesterségeikkel elkülönültek, és életük az országban nem volt egyszerű. Időnként a hatóságok és a magánszemélyek egyaránt üldözték őket, és az utolsó törvényt, amelyet külön ellenük hoztak, csak 1883-ban törölték el. Még az 1980-as évek második felében is a Finnországban élő öt-hatezer cigány elkülönült csoportot alkotott, egyrészt saját választásuk, másrészt a sok finn által irántuk táplált félelmek és előítéletek miatt.
Az 1960-as évektől kezdve a kormányzat intézkedéseket hozott a cigányok életkörülményeinek javítására. A lakhatási viszonyok javítását nagyvonalú pénzügyi konstrukciók javították. Az iskolázottság alacsony szintjét (becslések szerint a felnőtt cigányok mintegy 20%-a nem tudott olvasni) részben szakképzéssel emelték. 1968-ban létrehozták a Cigány Ügyek Tanácsadó Bizottságát, és 1970-től a faji megkülönböztetést a büntető törvénykönyv kiegészítésével megtiltották. A törvény tiltja az olyan cselekményeket, mint a cigányok kitiltása a boltokból vagy vendéglátó helyekről, vagy a különös megfigyelésüket a bolti személyzet vagy a rendőrség által.

### Zsidók
Mintegy 1300 zsidó él Finnországban, ebből 800 Helsinkiben, a többiek Turkuban. A svéd uralom alatt a zsidóknak tilos volt Finnországban letelepedni. Amikor azonban az ország az Orosz Birodalom része lett, a cári hadsereg zsidó veteránjainak a joguk volt bárhol megtelepedni a birodalomban. Noha a törvény értelmében bizonyos foglalkozásokra, főleg a ruhakereskedelemmel kapcsolatosakra kellett szorítkozniuk, a finnországi zsidó közösség virágzott, és 1890 körül mintegy ezren voltak. Finnország függetlensége után teljes polgárjogot kaptak, és a két világháború között mintegy kétezer zsidó élt Finnországban, főleg a déli városi régiókban. A második világháború alatt a finn hatóságok visszautasították a zsidók átadását a náciknak, és az ország zsidó közössége érintetlenül vészelte át a háborút. Az 1980-as évekre az asszimiláció és az emigráció jelentősen csökkentette a közösség számát, és csak nehézségek árán tudják fenntartani a zsinagógáikat és egyéb intézményeiket.

### Tatárok
A finnországi tatárok csak mintegy nyolcszázan vannak. A tatárok a Nyizsnyij Novgorod melletti tatár falvakból érkeztek a 19. század közepén, és azóta is Finnországban laknak. Főleg kereskedelemmel foglalkoznak. A tatárok teljesen integrálódtak a finn társadalomba, ugyanakkor megtartották vallásukat, anyanyelvüket és etnikai kultúrájukat.

## Migráció

### Külső migráció

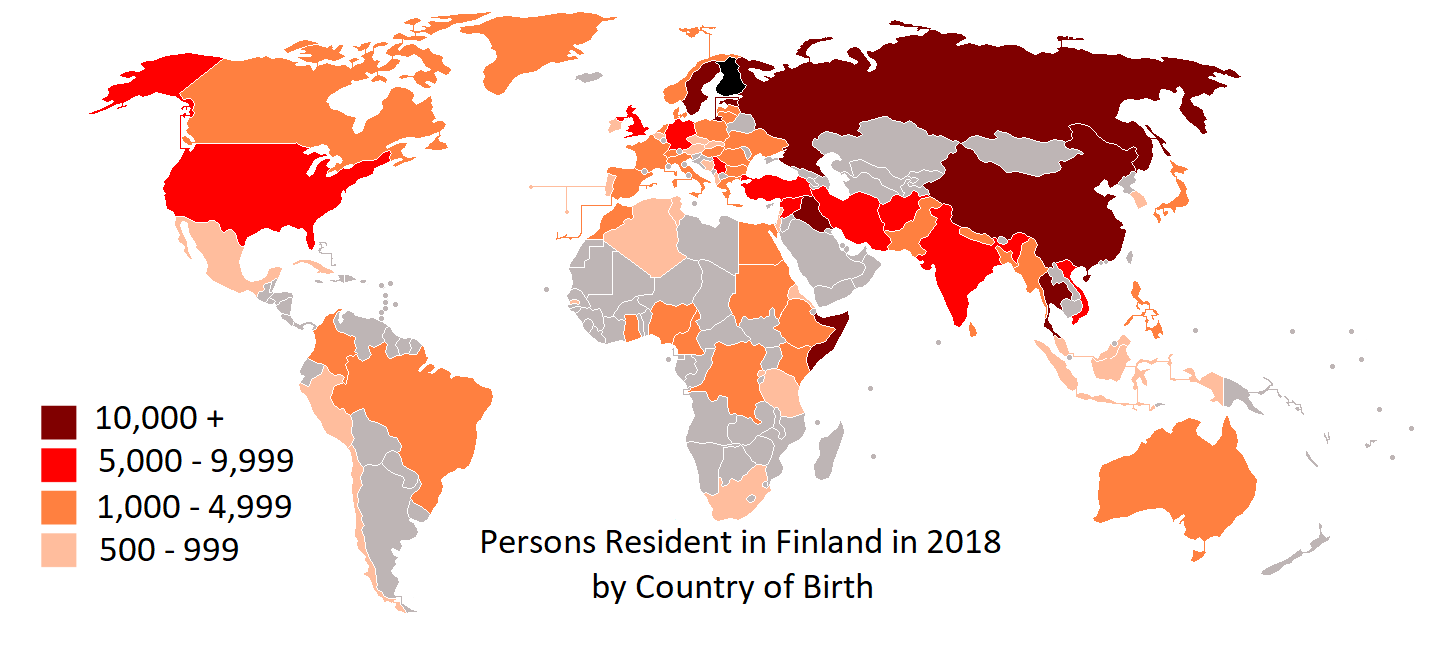
Finnország népessége születési ország szerint

A finnországi demográfiai mozgások nem fejeződtek be a középkorban a svédek letelepedésével. A finnek a 16. században kezdtek dolgozni a svéd bányákban, és a szomszédos országban való letelepedés nemzeti hagyománnyá vált, ami az 1970-es évekig tartott. A cári uralom idején mintegy százezer finn költözött Oroszországba, főleg Szentpétervár környékére. Nagy léptékű kivándorlás kezdődött a 19. század második felében, amikor a finnek, több millió más európaival együtt az Amerikai Egyesült Államok és Kanada felé indultak. Becslések szerint 1980-ig Finnországból 400 000 fő távozott ebbe a két országba.
A második világháborút követően számos finn emigrált Svédországba az ország jólétének és közelségének következtében. Az emigráció lassan indult, de az 1960-as években és az 1970-es évek második felében több tízezren távoztak a nyugati szomszéd irányába. Az emigráció csúcsa 1970-ben volt, amikor 41 000 finn telepedett le Svédországban, ami azt is eredményezte, hogy Finnország népessége csökkent abban az évben. Mivel sok kitelepülő utóbb visszatért Finnországba, nem lehet pontosan számolni, de becslések szerint 250 000–300 000 finn Svédország állandó lakosa lett a háború utáni időszakban. Ezek a kitelepülők jellemzően fiatalok voltak, így Finnországban a munkaerő-kínálat csökkent és a születési ráta növekedése lelassult. Egy adott pillanatban minden nyolcadik finn gyermek Svédországban született. A finnországi svéd népességet különösen érintette a kivándorlás; a számuk 1950 és 1980 között 350 000 -ről 300 000 -re csökkent. Az 1980-as évekre az erős finn gazdaság megállította Svédországba irányuló emigrációt. Valójában megfordult a népesség vándorlásának iránya, mert minden évben több ezerrel tértek vissza Finnországba, ,mint ahányan Svédországba költöztek.

### Belső migráció
Bármilyen jelentős volt a hatása a finn társadalomra a külső migrációnak, az országon belüli migráció hatása sokkal nagyobb volt, különösen a második világháború vége és az 1970-es évek közepe között, amikor a lakosságnak körülbelül fele költözött az ország egyik feléből a másikba. A háború előtt a belső migráció évszázados folyamat volt, amelynek során egyre északabbra létesültek települések. Később azonban, a 19- század második felétől kezdve Finnország iparosodásával egyidejűleg lassú mozgás indult a falvakból a déli régiókba ,ahol több volt a munkalehetőség.
A háború utáni belső migráció azzal kezdődött, hogy a Szovjetuniónak átengedett Karélia gyakorlatilag minden lakosa áttelepült Finnország más részébe. Mintegy 400 000 fő, a lakosság több mint 10%-a lelt új otthonra Finnország más területein, gyakorta a kevésbé népes keleti és északi régiókban. Ezekben a régiókban új területeket tisztítottak meg mezőgazdasági felhasználásra, és biztosítottak a menekülteknek. A betelepülés hatására a gazdaságok száma nőtt a háború utáni időszakban, ami egyedülálló a korszak iparosodott országai között.
A háború utáni gazdasági átalakulás még ennél is nagyobb belső népmozgást okozott Finnországban. Számosan költöztek a mezőgazdasági jellegű, főleg keleti és északkeleti területekről az iparilag fejlett déli régióba. Az emberek elhagyták a falvakat, mivel a mezőgazdaság és erdőgazdaság gépesítésével megszűntek munkahelyeik. Ez a mozgás az 1950-es években kezdődött, de a legintenzívebb az 1960-as években és az 1970-es évek elején volt, olyan méreteket érve el, amely addig csak a harmadik világ országaiban fordult elő. A nagy elvándorlás vidéken elhagyott gazdaságokat és idősödő társadalmat, az ország déli részén pedig sűrűn lakott posztindusztriális társadalmat eredményezett.

### Bevándorlás
2013-ban Finnországnak 299 963 (5,5%) olyan lakosa volt, akik más országban születtek. Ezek közül 182 920 az Európai Unión kívül született. Finnországban (Ålandot leszámítva) a legnagyobb csoportok az alábbiak:
1. Volt Szovjetunió (53 710)
2. Észtország (39 327)
3. Svédország (29 484)
4. Oroszország (10 992)
5. Szomália (9618)
6. Irak (9264)
7. Kína (8879)
8. Thaiföld (8563)
9. Volt Jugoszlávia (6728)
10. Németország (6253)

## Vallás
Finnországban a legnagyobb egyház az Finn Evangélikus Lutheránus Egyház; 2015 végén hozzá tartozott a lakosság 73%-a. A második legnagyobb csoportot az ortodox egyház tagjai teszik ki, a lakosság 1,1%-a a finn ortodox egyház tagja. A lutheránusok száma fokozatosan csökkent az 1900-ban feljegyzett 98%-ról 1950-re 95%-ra, 2000-re 85%-ra. 2015 végén a lakosság 1,6%-a más egyházhoz tartozónak vallotta magát, 24,3% vallása ismeretlen.
A pünkösdi-karizmatikus mozgalomhoz mintegy 50 000 fő csatlakozott Finnországban. Hagyományosan egyesületként működtek, és így az egyházi statisztikában nem látszanak.
A muszlimok száma 2010-ben becslések szerint 40 000 volt.

## Fordítás
- Ez a szócikk részben vagy egészben  a   Demographics of Finland című angol Wikipédia-szócikk ezen változatának fordításán alapul.  Az eredeti cikk szerkesztőit annak laptörténete sorolja fel. Ez a jelzés csupán a megfogalmazás eredetét és a szerzői jogokat jelzi, nem szolgál a cikkben szereplő információk forrásmegjelöléseként.